# Melodifestivalen 2017
Melodifestivalen 2017 fue la 57.ª edición de la selección de la canción sueca para participar en el Festival de la Canción de Eurovisión 2017. La final se celebró el 11 de marzo de 2017 en el Friends Arena de Solna, Estocolmo. Contó con 4 semifinales, y una 1 ronda de segunda oportunidad donde los que quedaron entre el tercer y cuarto puesto en las semifinales compitieron para clasificarse a la final celebrada en Estocolmo. Los presentadores fueron David Lindgren, Clara Henry y Hasse Andersson.

## Estructura
Como en los años anteriores, la competición consiste en cuatro semifinales, una ronda de Segunda Oportunidad o Andra Chansen y una final. En total compiten 28 canciones aspirantes divididas entre las cuatro semifinales, 7 por semifinal. En cada una, las canciones clasificadas en primer y segundo lugar pasan directamente a la final. La tercera y la cuarta pasan a la Segunda Oportunidad, y las otras tres son eliminadas de la competición. Más tarde las cuatro canciones mejor clasificadas de la Segunda Oportunidad se unirán a las ocho finalistas anteriores formando un total de 12 canciones para la final, cuya ganadora será la representante de Suecia en el Festival de la Canción de Eurovisión 2017.

## Semifinales
Las semifinales tendrán lugar en Gotemburgo (Scandinavium, 4 de febrero), Malmö (Malmö Arena, 11 de febrero), Växjö (Vida Arena, 18 de febrero) y Skellefteå (Skellefteå Kraft Arena, 25 de febrero).
El 30 de noviembre del 2016 fueron revelados los participantes de cada una de las semifinales. Entre los aspirantes se encuentran participantes de anteriores ediciones del festival como Dinah Nah (2015), Ace Wilder (2014 y 2016), Mariette (2015), Boris Rene (2016), Lisa Ajax (2016), Robin Bengtsson (2016), Krista Siegfrids (2016), Jon Henrik Fjällgren (2015)  y Wiktoria (2016). Además, destacan las participaciones de 3 participantes eurovisivos: Loreen (Ganadora del Melodifestivalen 2012 y 1.er lugar en el Festival de la Canción de Eurovisión 2012), Charlotte Perrelli (Ganadora del Melodifestivalen 1999 y 2008, 1.er lugar en el Festival de la Canción de Eurovisión 1999 y 18º Lugar en el Festival de la Canción de Eurovisión 2008) y Roger Pontare (Ganador del Melodifestivalen 1994 –en dúo con Marie Bergman– y del Melodifestivalen 2000, 13º en el Festival de la Canción de Eurovisión 1994 y 7º lugar en el Festival de la Canción de Eurovisión 2000).
Las semifinales quedaron de la siguiente manera: 

### Primera Semifinal: Gotemburgo
La Primera semifinal se celebró el 4 de febrero en Gotemburgo. Hacían aparición Boris Rene, Dinah Nah, Charlotte Perrelli y Ace Wilder, participantes de anteriores ediciones; debutaban Adrijana, Nano y De Vet Du. 
Nano y Ace Wider con una sorprendente interpretación más natural que sus excéntricas interpretaciones anteriores, pasaron a la final directamente; Boris Rene y De Vet Du competirían nuevamente en el Andra Chansen. Adrijana, Charlotte Perrelli y Dinah Nah, que ya había participado en 2015, quedaron eliminadas.
| # | Artista            | Canción (Traducción)              | Autores                                                                                               | Votos     | Votos   | Votos     | Posición | Resultado           |
| # | Artista            | Canción (Traducción)              | Autores                                                                                               | Ronda 1   | Ronda 2 | Total     | Posición | Resultado           |
| - | ------------------ | --------------------------------- | --- | --------- | ------- | --------- | -------- | ------------------- |
| 1 | Boris René         | "Her Kiss" (Su beso)              | Tim Larsson, Tobias Lundgren                                                                          | 895.618   | 89.512  | 985.130   | 3        | Segunda Oportunidad |
| 2 | Adrijana           | "Amare" (Amor)                    | Adrijana Krasniqi, Martin Tjärnberg                                                                   | 407.097   | -       | 407.097   | 6        | Eliminada           |
| 3 | Dinah Nah          | "One More Night" (Una noche más)  | Thomas G:son, Jimmy Jansson, Dinah Nah, Dr. Alban                                                     | 693.220   | 42.010  | 735.230   | 5        | Eliminada           |
| 4 | De Vet Du          | "Road Trip" (Viaje por carretera) | Johan Gunterberg, Christopher Martland                                                                | 870.399   | 48.384  | 918.783   | 4        | Segunda Oportunidad |
| 5 | Charlotte Perrelli | "Mitt liv" (Mi vida)              | Charlotte Perrelli, Lars Hägglund                                                                     | 399.536   | -       | 399.536   | 7        | Eliminada           |
| 6 | Ace Wilder         | "Wild Child" (Criatura salvaje)   | Peter Boström, Thomas G:son, Ace Wilder                                                               | 981.435   | 84.811  | 1.066.246 | 2        | Final               |
| 7 | Nano               | "Hold On" (Aguanta)               | Nano Omar, Gino Yonan, Ayak, Carl Rydén, Christoffer Belaieff, Rikard de Bruin, David Francis Jackson | 1.056.413 | 122.263 | 1.178.676 | 1        | Final               |

### Segunda Semifinal: Malmö
La segunda semifinal se celebró el 11 de febrero en Malmö. Hacían aparición Mariette, Lisa Ajax, y Roger Pontare, participantes de anteriores ediciones; debutaban Etzia, Benjamin Ingrosso, Dismissed y Allyawan.
Miriette y Benjamin Ingrosso pasaron a la final directamente, la primera convirtiéndose en una de las favoritas a alzarse con la victoria y el segundo dando la sorpresa de su clasificación inesperada; Dismissed y Lisa Ajax competirían nuevamente en el Andra Chansen. Roger Pontare, Etzia y Allyawan quedaron eliminados.
| # | Artista           | Canción (Traducción)                      | Autores                                                                       | Votos   | Votos   | Votos     | Lugar | Resultado           |
| # | Artista           | Canción (Traducción)                      | Autores                                                                       | Ronda 1 | Ronda 2 | Total     | Lugar | Resultado           |
| - | ----------------- | ----------------------------------------- | ----------------------------------------------------------------------------- | ------- | ------- | --------- | ----- | ------------------- |
| 1 | Mariette          | "A Million Years" (Un millón de años)     | Thomas G:son, Johanna Jansson, Peter Boström, Mariette Hansson, Jenny Hansson | 997.489 | 93.211  | 1.090.700 | 1     | Final               |
| 2 | Roger Pontare     | "Himmel och hav" (Cielo y mar)            | Thomas G:son, Alexzandra Wickman                                              | 681.661 | 61.404  | 743.065   | 5     | Eliminada           |
| 3 | Etzia             | "Up" (Arriba)                             | Johnny Sánchez, Hanif Sabzevari, Simon Gribbe, Erica Haylett                  | 363.025 | -       | 363.025   | 6     | Eliminada           |
| 4 | Allyawan          | "Vart har du vart" (Dónde has estado)     | Masse Salazar, Samuel Nazari                                                  | 346.299 | -       | 346.299   | 7     | Eliminada           |
| 5 | Dismissed         | "Hearts Align" (Los corazones se alinean) | Ola Salo, Peter Kvint                                                         | 668.878 | 76.880  | 745.758   | 4     | Segunda Oportunidad |
| 6 | Lisa Ajax         | "I Don't Give A" (No me importa una...)   | Ola Svensson, Linnea Deb, Joy Deb, Anton Hård af Segerstad                    | 969.355 | 67.178  | 1.036.533 | 3     | Segunda Oportunidad |
| 7 | Benjamin Ingrosso | "Good Lovin' " (Buen amor)                | Benjamin Ingrosso, Marc Mayoral, Louis Schoorl, Matt Pardon, MAG              | 966.140 | 93.588  | 1.059.728 | 2     | Final               |

### Tercera Semifinal: Växjö
La tercera semifinal se celebró el 18 de febrero en Växjö. Hacían aparición Robin Bengtsson y Krista Siegfrids,  participantes de anteriores ediciones; debutaban la famosa boyband sueca FO&O, el YouTuber Anton Hagman (famoso por realizar covers de canciones interpretadas por artistas internacionales), Jasmine Kara, Owe Thörnquist y Bella & Filipa .
Robin Bengtsson, con una entretenida puesta en escena sobre plataformas móviles y Owe Thörnquist, la clasificación sorpresa de la noche, pasaron a la final directamente; Anton Hagman y FO&O competirían nuevamente en el Andra Chansen. Bella & Filipa, Jasmine Kara y Krista Siegfrinds quedaron eliminadas, esta última quedando en el último puesto a pesar de ser una de las favoritas para clasificarse por segundo año consecutivo.
| # | Artista          | Canción (Traducción)                          | Autores                                                                     | Votos   | Votos   | Votos     | Lugar | Resultado           |
| # | Artista          | Canción (Traducción)                          | Autores                                                                     | Ronda 1 | Ronda 2 | Total     | Lugar | Resultado           |
| - | ---------------- | --------------------------------------------- | --------------------------------------------------------------------------- | ------- | ------- | --------- | ----- | ------------------- |
| 1 | Robin Bengtsson  | "I Can't Go On" (No puedo continuar)          | David Kreuger, Marc Mayoral, Hamed ”K-One” Pirouzpanah, Robin Stjernberg    | 945.977 | 85.502  | 1.031.479 | 1     | Final               |
| 2 | Krista Siegfrids | "Snurra min jord" (Haz girar mi mundo)        | Krista Siegfrids, Gustaf Svenungsson, Magnus Wallin, Gabriel Alares         | 407.769 | -       | 407.769   | 7     | Eliminada           |
| 3 | Anton Hagman     | "Kiss You Goodbye" (Besarte de despedida)     | Christian Fast, Tim Schou, Henrik Nordenback                                | 811.844 | 68.796  | 880.640   | 4     | Segunda Oportunidad |
| 4 | Jasmine Kara     | "Gravity" (Gravedad)                          | Anderz Wrethov, Jasmine Kara                                                | 672.565 | -       | 672.565   | 6     | Eliminada           |
| 5 | Owe Thörnquist   | "Boogieman Blues" (Blues del hombre del saco) | Owe Thörnqvist                                                              | 803.452 | 158.074 | 961.526   | 2     | Final               |
| 6 | Bella & Filipa   | "Crucified" (Crucificado)                     | Peter Hägerås, Mats Frisell, Jakob Stadell, Filippa Frisell, Isabella Snihs | 783.759 | 83.582  | 867.341   | 5     | Eliminada           |
| 7 | FO&O             | "Gotta Thing About You" (Siento algo por ti)  | Robert ”Mutt” Lange, Tony Nilsson                                           | 825.454 | 87.576  | 913.030   | 3     | Segunda Oportunidad |

### Cuarta Semifinal: Skellefteå
La cuarta y última semifinal se celebró el 25 de febrero en Skellefteå. Hacían aparición Jon Henrik Fjällgren, participante del 2015 en esta ocasión en compañía de Aninia; Sarah Varga, participante del 2011 en compañía del cantante Juha Mulari; Wiktoria, participante del año anterior y Loreen, ganadora del Melodifestivalen 2012 y el Festival de la Canción Eurovisión 2012 celebrado en Bakú, Azerbaiyán con la mítica y legendaria "Euphoria"; esta última generó gran expectación cuando se dio a conocer su participación y rápidamente fue considerada favorita para ganar aún sin conocerse la canción con la que participaría. Debutaban Alice, la banda Les Gordons y Axel Schylström, conocido por su participación en Idol 2015 y por haber tenido un accidente grave que le dejó quemaduras en el cuerpo.
Esta semifinal fue considerada la más fuerte a comparación de las anteriores que, según opiniones, habían dejado una sensación un poco "fría". 
Wiktoria, con una interpretación muy aplaudida en los ensayos y la emocional colaboración conformada por Jon Henrik Fjällgren con Aninia pasaron a la final directamente; Para sorpresa de muchos, Loreen,  a pesar de una oscura y muy aplaudida interpretación conceptual, no clasificó directamente a la final como se esperaba y tendría que competir en la ronda de repesca; el otro clasificado a la repesca fue Axel Schylström. Alice, la banda Les Gordons y el dúo conformado por Sarah Varga y Juha Mulari quedaron eliminados.
| # | Artista                          | Canción (Traducción)                                                                   | Autores                                                                                            | Votos   | Votos   | Votos     | Lugar | Resultado           |
| # | Artista                          | Canción (Traducción)                                                                   | Autores                                                                                            | Ronda 1 | Ronda 2 | Total     | Lugar | Resultado           |
| - | -------------------------------- | -------------------------------------------------------------------------------------- | -------------------------------------------------------------------------------------------------- | ------- | ------- | --------- | ----- | ------------------- |
| 1 | Jon Henrik Fjällgren feat Aninia | "En värld full av strider (Eatneme gusnie jeenh dåaroeh)" (Un mundo lleno de batallas) | Jon Henrik Fjällgren, Sara Biglert, Christian Schneider, Andreas Hedlund                           | 815.030 | 101.324 | 916.354   | 2     | Final               |
| 2 | Alice                            | "Running with Lions" (Corriendo con leones)                                            | Anderz Wrethov, Andreas ”Stone” Johansson, Denniz Jamm, Alice Svensson                             | 673.153 | 49.243  | 722.396   | 5     | Eliminada           |
| 3 | Les Gordons                      | "Bound to Fall" (Destinado a caer)                                                     | Jonatan Renström, Albert Björliden, Andreas Persson, Carl Ragnemyr, David Runebjörk, Jimmy Jansson | 400.845 | -       | 400.845   | 6     | Eliminada           |
| 4 | Wiktoria                         | "As I Lay Me Down" (Mientras me acuesto)                                               | Justin Forrest, Jonas Wallin, Lauren Dyson                                                         | 987.935 | 84.445  | 1.072.380 | 1     | Final               |
| 5 | Axel Schylström                  | "Nar ingen ser" (Cuando nadie mira)                                                    | Behshad Ashnai, Axel Schylström, David Strääf                                                      | 671.044 | 59.683  | 730.727   | 4     | Segunda oportunidad |
| 6 | Sarah Varga & Juha Mulari        | "Du far inte andra pa mig" (No puedes cambiarme)                                       | Sara Varga, Lars Hägglund                                                                          | 219.558 | -       | 219.558   | 7     | Eliminada           |
| 7 | Loreen                           | "Statements" (Declaraciones)                                                           | Loren Talhaoui, Anton Hård af Segerstad, Joy Deb, Linnea Deb                                       | 768.421 | 104.230 | 872.651   | 3     | Segunda oportunidad |

### Andra Chansen (Segunda Oportunidad): Linköping
La Ronda de Segunda Oportunidad tuvo lugar el 4 de marzo de 2016 en el Halmstad Arena, en la ciudad de Halmstad. Cuatro de las ocho canciones de esta fase pasaron a la Gran Final, por lo que hubo cuatro duelos. 
La gran sorpresa de la noche fue la inesperada eliminación de la ganadora de la edición del 2012 del Melodifestivalen y de Eurovisión, Loreen, ante su contrincante, el joven Anton Hagman.
|  | DUELOS                          | DUELOS                          |           |  | CLASIFICADOS                 | CLASIFICADOS |  |
|  |                                 |                                 |           |  |                              |              |  |
|  |                                 |                                 |           |  |                              |              |  |
|  | FO&O "Gotta thing about you"    | 970.831 53,02%                  |           |  |                              |              |  |
|  | De vet du "Road Trip"           | 860.182 46,98%                  |           |  |                              |              |  |
|  |                                 |                                 |           |  |                              |              |  |
|  |                                 |                                 |           |  |                              |              |  |
|  |                                 |                                 |           |  | FO&O "Gotta Thing About You" | Finalista    |  |
|  |                                 | Lisa Ajax "I Don't Give A"      | Finalista |  |                              |              |  |
|  |                                 |                                 |           |  |                              |              |  |
|  |                                 |                                 |           |  |                              |              |  |
|  |                                 |                                 |           |  |                              |              |  |
|  |                                 |                                 |           |  |                              |              |  |
|  | Axel Schylström "Nar ingen ser" | 926.610 49,85%                  |           |  |                              |              |  |
|  | Lisa Ajax "I Don't Give A"      | 932.362 50,15%                  |           |  |                              |              |  |
|  |                                 |                                 |           |  |                              |              |  |
|  |                                 |                                 |           |  |                              |              |  |
|  | Boris René "Her Kiss"           | 1.061.28 63,61%                 |           |  |                              |              |  |
|  | Dismissed "Hearts Align"        | 607.015 36,39%                  |           |  |                              |              |  |
|  |                                 |                                 |           |  |                              |              |  |
|  |                                 |                                 |           |  |                              |              |  |
|  |                                 |                                 |           |  | Boris René "Her Kiss"        | Finalista    |  |
|  |                                 | Anton Hagman "Kiss you goodbye" | Finalista |  |                              |              |  |
|  |                                 |                                 |           |  |                              |              |  |
|  |                                 |                                 |           |  |                              |              |  |
|  |                                 |                                 |           |  |                              |              |  |
|  |                                 |                                 |           |  |                              |              |  |
|  | Anton Hagman "Kiss you goodbye" | 975.547 52,30%                  |           |  |                              |              |  |
|  | Loreen "Statements"             | 889.873 47,70%                  |           |  |                              |              |  |

## Final: Estocolmo
La Gran Final tuvo lugar el 11 de marzo en el Friends Arena de Solna, Estocolmo. Ocho de los 12 finalistas procedieron de las cuatro semifinales celebradas en las distintas ciudades de Suecia, mientras que los otros cuatro son los ganadores de los duelos del Andra Chansen. Ace Wilder abrió la final con su canción Wild Child mientras que Owe Thörnqvist la cerró con su canción Boogieman Blues
El ganador fue elegido por una combinación de votos del público y 11 grupos de jurados internacionales. Los votos del público llegaron a través de llamadas telefónicas y mensajes SMS. Tanto el público como el jurado tuvieron adjudicado un total de 473 puntos cada uno. Cada grupo de jurado otorgó sus puntos de la manera habitual del Melodifestivalen: 1, 2, 4, 6, 8, 10 y 12 puntos a sus siete canciones favoritas.  
Por otra parte, la votación del público se basó en el porcentaje de votos que obtenga cada canción, asignándose el mismo porcentaje de los 473 puntos del televoto. Por ejemplo, si porcentualmente una propuesta hubiera obtenido un 10% del televoto, se le hubieran asignado los puntos calculados del 10% de 473 redondeados a un número entero, es decir, 47 puntos. En caso de empate, el voto del público prevalecería sobre el del jurado.
Esta edición fue considerada como una de las finales más abiertas de la preselección sueca, ya que no había un claro favorito; las plataformas digitales y encuestas locales daban indicios de que Wiktoria se llevaría la victoria, mientras que las encuestas internacionales se decantaban por las propuestas de Nano y Mariette. Finalmente fue Robin Bengtsson quien se llevaría la victoria en la final del festival y el honor de representar a Suecia en el Festival de la Canción de Eurovisión 2017, llevándose las máximas puntuaciones del jurado internacional mientras que para el televoto fue el tercer favorito; a pesar de eso pudo superar a Wiktoria que fue la segunda favorita del televoto y Nano, a quien el televoto lo ubicó en el primer puesto y era su contendiente directo durante las votaciones y quien quedó en segundo lugar. Jon Henrik Fjällgren feat Aninia completaron el Top 3 del festival.
Robin Bengtsson representará a Suecia en la primera semifinal del Festival de la Canción de Eurovisión 2017 que se celebrará en Kiev, Ucrania el día 9 de mayo para ganar un lugar en la final, que se celebrará el día 13 de mayo. 
| N.º | Artista                          | Canción                                                   | Autores                                                                                               | Lugar | Puntos |
| --- | -------------------------------- | --------------------------------------------------------- | --- | ----- | ------ |
| 01  | Ace Wilder                       | "Wild Child"                                              | Peter Boström, Thomas G:son, Ace Wilder                                                               | 7     | 67     |
| 02  | Boris René                       | "Her Kiss"                                                | Tim Larsson, Tobias Lundgren                                                                          | 8     | 66     |
| 03  | Lisa Ajax                        | "I Don't Give A"                                          | Ola Svensson, Linnea Deb, Joy Deb, Anton Hård af Segerstad                                            | 9     | 46     |
| 04  | Robin Bengtsson                  | "I Can't Go On"                                           | David Kreuger, Marc Mayoral, Hamed ”K-One” Pirouzpanah, Robin Stjernberg                              | 1     | 146    |
| 05  | Jon Henrik Fjällgren feat Aninia | "En värld full av strider (Eatneme gusnie jeenh dåaroeh)" | Jon Henrik Fjällgren, Sara Biglert, Christian Schneider, Andreas Hedlund                              | 3     | 105    |
| 06  | Anton Hagman                     | "Kiss you goodbye"                                        | Christian Fast, Tim Schou, Henrik Nordenback                                                          | 10    | 43     |
| 07  | Mariette                         | "A Million Years"                                         | Thomas G:son, Johanna Jansson, Peter Boström, Mariette Hansson, Jenny Hansson                         | 4     | 99     |
| 08  | FO&O                             | "Gotta Thing About You"                                   | Robert ”Mutt” Lange, Tony Nilsson                                                                     | 11    | 41     |
| 09  | Nano                             | "Hold On"                                                 | Nano Omar, Gino Yonan, Ayak, Carl Rydén, Christoffer Belaieff, Rikard de Bruin, David Francis Jackson | 2     | 133    |
| 10  | Wiktoria                         | "As I Lay Me Down"                                        | Justin Forrest, Jonas Wallin, Lauren Dyson                                                            | 6     | 80     |
| 11  | Benjamin Ingrosso                | "Good Lovin'"                                             | Benjamin Ingrosso, Marc Mayoral, Louis Schoorl, Matt Pardon, MAG                                      | 5     | 87     |
| 12  | Owe Thörnquist                   | "Boogieman Blues"                                         | Owe Thörnqvist                                                                                        | 12    | 33     |

### Resultados
| Jurado Internacional | Jurado Internacional                                      | Jurado Internacional | Jurado Internacional | Jurado Internacional    | Jurado Internacional | Jurado Internacional | Jurado Internacional | Jurado Internacional | Jurado Internacional | Jurado Internacional | Jurado Internacional       | Jurado Internacional | Jurado Internacional |
| N.º | Canción                                                   | Bandera de Armenia   | Bandera de Australia | Bandera del Reino Unido | Bandera de Francia   | Bandera de Israel    | Bandera de Italia    | Bandera de Malta     | Bandera de Noruega   | Bandera de Polonia   | Bandera de República Checa | Bandera de Ucrania   | Total                |
| --- | --------------------------------------------------------- | -------------------- | -------------------- | ----------------------- | -------------------- | -------------------- | -------------------- | -------------------- | -------------------- | -------------------- | -------------------------- | -------------------- | -------------------- |
| 1 | "Wild Child"                                              | 1                    | 2                    | 12                      | 2                    | 2                    | 6                    | 10                   |                      |                      |                            |                      | 35                   |
| 2 | "Her Kiss"                                                | 6                    | 1                    |                         |                      | 4                    |                      | 2                    | 4                    | 6                    | 8                          | 4                    | 35                   |
| 3 | "I Don't Give A"                                          |                      |                      |                         | 1                    |                      |                      |                      | 1                    |                      | 12                         | 2                    | 16                   |
| 4 | "I Can't Go On"                                           | 8                    | 10                   | 4                       | 10                   | 12                   | 8                    | 8                    | 12                   | 12                   | 4                          | 8                    | 96                   |
| 5 | "En värld full av strider (Eatneme gusnie jeenh dåaroeh)" | 2                    | 8                    | 2                       | 8                    |                      | 12                   |                      | 2                    | 10                   |                            | 12                   | 56                   |
| 6 | "Kiss You Goodbye"                                        |                      |                      |                         |                      | 1                    | 2                    |                      |                      | 2                    | 1                          |                      | 6                    |
| 7 | "A Million Years"                                         | 12                   | 6                    |                         | 12                   | 8                    | 10                   | 6                    |                      |                      | 2                          | 6                    | 62                   |
| 8 | "Gotta Thing About You"                                   |                      |                      | 1                       |                      | 6                    |                      |                      |                      |                      |                            |                      | 7                    |
| 9 | "Hold On"                                                 | 10                   | 4                    | 10                      | 4                    |                      | 4                    | 12                   | 8                    | 4                    | 10                         | 10                   | 76                   |
| 10 | "As I Lay Me Down"                                        | 4                    |                      | 8                       | 6                    |                      |                      | 4                    | 6                    |                      |                            | 1                    | 29                   |
| 11 | "Good Lovin'"                                             |                      | 12                   | 6                       |                      | 10                   | 1                    | 1                    | 10                   | 8                    | 6                          |                      | 54                   |
| 12 | "Boogieman Blues"                                         |                      |                      |                         |                      |                      |                      |                      |                      | 1                    |                            |                      | 1                    |
| Portavoces del jurado internacional |                                                           |                      |                      |                         |                      |                      |                      |                      |                      |                      |                            |                      |                      |
| - – Iveta Mukuchyan - – Stephanie Werret - – Simon Proctor - – Edoardo Grassi - – Tali Eshkoli - – Nicola Caligiore - – Gordon Bonello - – Anette Lauenborg Waaler - – Mateusz Grzesinski - – Jan Bors - – Victoria Romanova |                                                           |                      |                      |                         |                      |                      |                      |                      |                      |                      |                            |                      |                      |